# Karim Massimov
Karim Qajymqanuly Massimov (tiếng Kazakh: Кәрім Қажымқанұлы Мәсімов [kærɪm qɑʒməqaˈnʊlɯ mæsɪmov]; tiếng Nga: Кари́м Кажимка́нович Маси́мов; sinh ngày 15 tháng 6 năm 1965) là chính trị gia Kazakhstan, giữ chức Thủ tướng Kazakhstan từ ngày 2 tháng 4 năm 2014.
Massimov từng giữ chức Phó Thủ tướng từ ngày 19 tháng 1 năm 2006 đến ngày 9 tháng 1 năm 2007